# 二人の殺し屋
『二人の殺し屋』（ふたりのころしや、仏語：Je vous salue, mafia !、「たたえられよ、マフィア」の意）は、1965年（昭和40年）製作・公開、映画プロデューサーのラウール・レヴィが監督したフランス・イタリア合作の長編劇映画である。

## 略歴・概要
ハリウッドで映画製作を経験し、Bムーヴィーのヨーロッパ向けセールスの代理人を務めていた経験から、ロジェ・ヴァディム監督の『素直な悪女』を手がけ、ヴァディムの妻ブリジット・バルドーをスターダムに送り込んだ若手プロデューサー、ラウール・レヴィは、1962年（昭和37年）から歴史超大作『マルコ・ポーロ 大冒険』に取り組んでいたが、トラブル続きでなかなか完成せず、完成しても公開がなかなか決まらなかった。そこで原点に返り、白黒フィルム、低予算でのフィルムノワールを自らの手で監督することに決めた。それが本作『二人の殺し屋』、レヴィの初監督作品である。フランス、イタリアの合作であるにもかかわらず、使用言語は英語である。
ピエール・ヴィアル＝ルズーが「ピエール・ヴィアル」の名で書いた小説『たたえられよ、マフィア』（1964年）を原作に、レヴィ自らが脚本を書いた。タイトルの「Je vous salue, mafia」は、「Je vous salue, Marie」（たたえられよ、マリア）をもじったもので、のちにレヴィの友人であったジャン＝リュック・ゴダールは、『こんにちは、マリア』（Je vous salue, Marie、1984年）、『たたえられよ、サラエヴォ』（Je vous salue, Sarajevo、1993年）の2作を発表している。
本作は、『マルコ・ポーロ 大冒険』が封切られた1965年（昭和40年）8月6日のわずか5日後、同年8月11日に公開された。日本では、タイヘイフィルムが配給、1966年（昭和41年）12月17日に劇場公開した。日本あるいはフランスにおいてはビデオグラム化がされていないが、アメリカでは、2008年（平成21年）5月27日、シニスター・シネマからDVDが発売されている。

## ストーリー
ニューヨーク。建設会社の社長ルイドーサ（カール・ステューダー）が不正を追及されて当局から拘束され、上院の査問委員会にかけられるはめになった。同委員会は、フランス・マルセイユ在住のアメリカ人、ルディ（エディ・コンスタンティーヌ）を召喚した。
社長を拘束された同社の経営陣は、ルディの証言を恐れ、二人の殺し屋を雇った。シャフト（ヘンリー・シルヴァ）、そしてフィル（ジャック・クラグマン）。フィルはルディに個人的な怨恨を持つという。二人はマルセイユに飛んだ。その直後、ルイドーサは釈放されてしまう。
二人のボスであるハイマン（トゥネール・エケルベリ）は、秘書（マイケル・ロンズデール）を送り、仕事の中止を伝えようとしたが、シャフトもフィルもみつからない。秘書がルディの事務所を訪れると、身の危険を感じたルディは秘書を殴り倒した。
日曜日の朝。ルディは友人のシルヴィア（エルザ・マルティネリ）と趣味の狩猟に出かける。シルヴィアが先に帰ってしまった直後、殺人中止命令を知らないシャフトとフィルが現れる。実は、フィルはルディの古い友人で、殺しを阻止すべく、この殺人行に同行したのだった。
真相を知ったシャフトはルディを殺す。怒ったフィルはシャフトを撃ち殺した。フィルは、一瞬にして友人と仲間を失ってしまった。

## スタッフ
- 監督・脚本・翻案・ダイアローグ : ラウール・レヴィ
- 原作 : ピエール・ヴィアル＝ルズー
- 撮影監督 : ラウール・クタール
- 録音 : ピエール＝アンリ・グミ
- 美術・装飾 : ジャン・アンドレ
- 編集 : ヴィクトリア・メルカントン
- 技術協力 : ダニエル・ヴロネッキ
- 音楽 : ユベール・ロスタン
- プロデューサー : ラウール・レヴィ
- 製作主任 : エドモン・ルモワーニュ
- 製作 : ITTAC、P.E.C.F.、フィルムストゥディオ（ローマ）

## キャスト
- エディ・コンスタンティーヌ - ルディ役
- ヘンリー・シルヴァ - シャフト役
- ジャック・クラグマン - フィル役
- エルザ・マルティネリ - シルヴィア役
- ミシュリーヌ・プレール - デイジー役
- マイケル・ロンズデール - 秘書役
- カール・ステューダー - ルイドーサ役
- リッキー・クーパー  - ベン役
- トゥネール・エケルベリ - ハイマン役

アルファベット順
- ジャン＝マルク・アレーグル
- ダニエル・オブライアン
- マルチェロ・パリエロ

## 関連書籍
- Pierre Vial (Pierre Vial-Lesou), Je vous salue Mafia, Paris : Editions Fleuve noir, Spécial Police ; 414), 1964.

## 註
1. ↑  #関連書籍欄の記述を参照。